# Intel-синтаксис
Intel-синтаксис — один из форматов записи мнемоники инструкций процессора. Intel-синтаксис используется в документации Intel, в ассемблерах для MS-DOS и Windows (MASM, TASM, встроенный ассемблер Visual Studio, и т.д.)
Особенности:
1. Приёмник находится слева от источника.
2. Название регистров зарезервировано (нельзя использовать метки с именами eax, ebx и т. д.)

Например, код
```
  
mov
 
eax
,
 
ebx

```

пересылает в регистр eax значение, содержащееся в ebx, что функционально эквивалентно следующему коду:
```
  
push
 
ebx
 
; положить в стек значение ebx

  
pop
  
eax
 
; записать значение из стека в eax

```

Популярен во многом благодаря тому, что используется Intel в документации к своим процессорам.